# Филипосян, Артём
Артём Филипосян (узб. Artyom Filiposyan; арм. Արտյոմ Փիլիպոսյան; род. 6 января 1988 года; Самарканд, Узбекская ССР, СССР) — узбекистанский футболист армянского происхождения, защитник клуба Коканд 1912».

## Карьера
Артём Филипосян обучался в футбольной академии самаркандского «Динамо». Начал свою профессиональную карьеру в 2006 году в составе мубарекского клуба «Машъал». В составе «Машъала» Филипосян играл до конца 2008 года и за это время провёл 44 матча и забил один гол.
Весной 2009 года Филипосян подписал контракт с каршинским «Насафом». В составе «Насафа» он провёл три сезона и за это время выиграл с командой несколько титулов, в общей сложности Филипосян сыграл в составе «Насафа» в 62 матчах и забил три гола. 14 декабря 2011 года Филипосян подписал контракт с ташкентским «Бунёдкором» и играл в составе ташкентцев в 38 матчах и забил один гол.
В феврале 2014 года Филипосян подписал контракт с клубом Китайской Суперлиги «Ляонин Хувин», но он не смог закрепиться в основном составе и в мае того же года покинул китайский клуб. После ухода из «Ляонин Хувина» Филипосян вернулся в Узбекистан и в июле 2014 года подписал контракт на полгода с ташкентским «Локомотивом».
С 2016 года выступает в футбольном клубе «Бухара». В декабре 2018 года подписал контракт с тайским клубом «Прачуап».
Чемпион Узбекистана 2013 года.

## Карьера в сборной
Артём Филипосян был приглашен в национальную сборную Узбекистана в 2009 году.  Всего он провёл в составе сборной 13 игр. Играл в квалификации к Кубкам Азии 2011 и 2015 годов, Чемпионату Мира 2014 года.

## Достижения

#### «Машъал»
- Бронзовый призёр Чемпионата Узбекистана: 2007
- Финалист Кубка Узбекистана: 2006

#### «Насаф»
- Серебряный призёр Чемпионата Узбекистана: 2011
- Бронзовый призёр Чемпионата Узбекистана: 2009, 2010
- Финалист Кубка Узбекистана: 2011

#### «Бунёдкор»
- Чемпион Узбекистана: 2013
- Серебряный призёр Чемпионата Узбекистана: 2012
- Обладатель Кубка Узбекистана: 2012, 2013
- Обладатель Суперкубка Узбекистана: 2014